# Santuario della fauna selvatica del lago Indawgyi
Il Santuario della fauna selvatica del lago Indawgyi è un'area naturale protetta in Myanmar, che copre 815Km2.  L'altitudine varia da 150 a 400 metri sopra il livello del mare. L'area comprende i dintorni del lago Indawgyi nella città di Mohnyin, nello stato Kachin.

## Descrizione
Ha un valore eccezionale per gli uccelli, contiene tre specie a rischio, nonché aggregazioni di quattro uccelli acquatici di congregazione che costituiscono gran parte delle loro popolazioni globali. Contiene una tartaruga endemica e almeno tre specie ittiche endemiche. Lo spartiacque del lago supporta anche una varietà di fauna selvatica minacciata a livello globale.

## Flora e fauna
Dopo un periodo di ricerche e avvistamenti condotto nel 2004 sono state stimate le specie presenti stabilmente o in immigrazione sul lago e lungo il fiume Indawgyi, tra cui: l'avvoltoio groppone bianco (Gyps bengalensis), l'avvoltoio beccosottile (G. tenuirostris), l'avvoltoio himalayano (G. himalayensis), la dendrocigna minore (Dendrocygna javanica), la moretta (Aythya fuligula), il moriglione tabaccato (A. nyroca), la canapiglia (Mareca strepera), la casarca (Tadorna ferruginea), l'alzavola (Anas crecca), il codone (A. acuta), l'oca selvatica (Anser anser), la folaga (Fulica atra), il tuffetto (Tachybaptus ruficollis), lo svasso maggiore (Podiceps cristatus), il cormorano (Microcarbo niger), airone rosso (Ardea purpurea), gabbiano comune (Chroicocephalus brunnicephalus), gabbiano comune (C. ridibundus), piro piro boschereccio (Tringa glareola), gambeccio di Temminck (Calidris temminckii), cavaliere d'Italia (Himantopus himantopus), pavoncella testagrigia (Vanellus cinereus) e il mignattaio (Plegadis falcinellus).
Nel 2012, una popolazione di cervo porcino indiano (Hyelaphus porcinus) è stata scoperta in una prateria a nord-est del lago. Dal 2013, il moriglione di Baer (Aythya baeri), il bucero dal collo rossiccio (Aceros nipalensis), la gru Sarus (Antigone antigone), la cicogna dal collo lanoso (Ciconia episcopus), l'aiutante minore (Leptoptilos javanicus), il pellicano becco-chiaro (Pelecanus philippensis), l'aquila anatraia maggiore (Clanga clanga), il cinereo, l'avvoltoio (Aegypius monachus), l'aquila pescatrice di Pallade (Haliaeetus leucoryphus), il beccaccino (Galinago nemoricola), la sterna dal ventre nero (Sterna acuticauda) e il parrocchetto dal petto rosso (Psittacula alexandri) sono stati avvistati e classificati come popolazione stabile del lago. Inoltre è l'habitat ideale per la tartaruga pavone birmana dal guscio molle (Nilssonia formosa), la tartaruga allungata (Indotestudo elongata), la tartaruga asiatica delle foreste (Manouria emys), la tartaruga scatola di Amboina (Cuora amboinensis), la tartaruga asiatica dal guscio molle (Amyda cartilaginea) e 93 specie di pesci. Durante un'indagine erpetologica, nel 2019 è stato scoperto e descritto il geco Indawgyi dalle dita piegate ( Cyrtodactylus mombergi ).